# Ophiomyia hornabrooki
Ophiomyia hornabrooki är en tvåvingeart som beskrevs av Spencer 1977. Ophiomyia hornabrooki ingår i släktet Ophiomyia och familjen minerarflugor. Inga underarter finns listade i Catalogue of Life.